# Yelizaveta Chernyshova
Yelizaveta Chernyshova (née le 26 janvier 1958) est une ancienne athlète ayant représenté l'Union soviétique spécialiste du 100 mètres haies. 

## Palmarès

### Championnats du monde d'athlétisme en salle
- Championnats du monde d'athlétisme en salle 1989 à Budapest,  Hongrie
  -  Médaille d'or sur 60 m haies